# Carnac
Carnac é uma comuna francesa na região administrativa da Bretanha, no departamento Morbihan. Estende-se por uma área de 32,64 km². Em 2010 a comuna tinha 4 376 habitantes (densidade: 134,1 hab./km²).
Uma das curiosidades desta comuna é o conjunto de menires conhecido como Rochas de Carnac.